# Rodnagebergte
Het Rodnagebergte (Munții Rodnei) vormt een gedeelte van de Oostelijke Karpaten in Roemenië. Het ligt in het noorden van het land, in de districten Maramureș (regio Maramureș) en Bistrița-Năsăud. Het gebergte is in 1990 ondergebracht in het Nationaal Park Rodna (567 km²). Een kleiner deel vormt daarbinnen het biosfeerreservaat Pietrosul Rodnei (33 km²). Dit laatste gebied staat sinds 1979 op de Unesco-lijst van biosfeerreservaten.
In het Rodnagebergte ligt de hoogste berg van de Oostelijke Karpaten, de Pietrosul Rodnei (2303 m). De andere hoge top is de Inau (2279 m). In het gebergte bevinden zich enkele grotten, waarvan de Izvorul Tăușoarelor met 479 de diepste van Roemenië is, en verschillende gletsjermeren.
De rivieren de Grote Someș en de Bistrița ontspringen in dit gebergte en vormen er de zuidelijke en de oostelijke begrenzing van. De noordelijke voortzetting van het Rodnagebergte is het Maramureșgebergte (Natuurpark Munții Maramureșului), dat tot de Beskiden wordt gerekend en dat aan de overkant van de Vișeu ligt. De westelijke voortzetting is het Tiblesgebergte (Munții Tiblesului), aan de overkant van de Sălăuța.